# America (jeu vidéo)
Pour les articles homonymes, voir America.
America (stylisé A*M*E*R*I*C*A) est un jeu vidéo de stratégie en temps réel développé par Related Designs et édité par Data Becker, sorti en 2001 sur Windows.
Le jeu dispose d'une extension intitulée America: Add-On.

## Accueil
| America               |      |       |
| Média                 | Pays | Notes |
| Computer Gaming World | US   | 2/5   |
| GameSpot              | US   | 48 %  |
| Gen4                  | FR   | 8/20  |
| Jeuxvideo.com         | FR   | 15/20 |
| Joystick              | FR   | 60 %  |
| PC Zone               | UK   | 71 %  |

## Add On
America: Add On est l'extension du jeu. Elle est sortie le 27 novembre 2001 et a reçu la note de 12/20 sur Jeuxvideo.com.